# Agrostis kolymensis
Agrostis kolymensis är en gräsart som beskrevs av Vladimir Borisovich Kuvaev och Andrej Pavlovich Khokhrjakov. Agrostis kolymensis ingår i släktet ven, och familjen gräs. Inga underarter finns listade i Catalogue of Life.